# Lutherisches e
Das lutherische e (oder sächsische e oder ketzerische e) ist der im Süden des deutschen Sprachraums bis in die zweite Hälfte des 18. Jahrhunderts abgelehnte letzte Buchstabe im Auslaut von Wörtern wie Füße, Bote, ich mache usw. Es wurde in den katholischen Ländern mit Luthers Bibelübersetzung in Verbindung gebracht und daher seine Verwendung besonders in den Jesuitenschulen verweigert.
Das altererbte und nach der normalisierten mittelhochdeutschen Grammatik noch bestehende Endungs-e wurde im Deutschen zu Ende des Mittelalters verbreitet nicht mehr gesprochen (und entsprechend nicht geschrieben), d. h. apokopiert. Es hielt sich nur in den Mundarten in einem schmalen Streifen am Nordrand der Mittelgebirge. Luther wie auch die sächsische Kanzleisprache sprachen und schrieben es.
Während es im größten Teil des deutschen Sprachgebiets weiterhin in den Mundarten wie in der Umgangssprache nicht gesprochen wird, hat sich seine Schreibung letztlich durch Orientierung an Gottsched durchgesetzt.

## Belege
1. ↑  Werner König: dtv-Atlas Deutsche Sprache (= dtv. 3025). 14., durchgesehene und aktualisierte Auflage. Deutscher Taschenbuch-Verlag, München 2004, ISBN 3-423-03025-9, S. 101.
2. ↑  Werner König: dtv-Atlas Deutsche Sprache (= dtv. 3025). 14., durchgesehene und aktualisierte Auflage. Deutscher Taschenbuch-Verlag, München 2004, ISBN 3-423-03025-9, S. 159, Verbreitungskarte müd(e).